# Produktiveinheit
Eine Produktiveinheit ist in der Produktionswirtschaft die kleinste Einheit eines Produktionssystems das noch produktiv tätig werden kann. Es handelt sich dabei in der Regel um Kombinationen aus Menschen, Material und Maschinen. Aus Sicht der Betriebswirtschaft handelt es sich zwar um die kleinste Einheit, jedoch werden von Ingenieuren und Arbeitswissenschaftlern Produktiveinheiten als Arbeitssystem bezeichnet und in weitere Teile zerlegt.
Nach REFA wird ein Arbeitssystem durch folgende sieben Systemelemente beschrieben:
1. Arbeitsaufgabe
2. Arbeitsablauf
3. Eingabe
4. Ausgabe
5. Mensch
6. Betriebsmittel und Arbeitsmittel
7. Umgebungseinflüsse